# Zelandotipula diducta
Zelandotipula diducta är en tvåvingeart som beskrevs av Alexander 1969. Zelandotipula diducta ingår i släktet Zelandotipula och familjen storharkrankar.
Artens utbredningsområde är Ecuador. Inga underarter finns listade i Catalogue of Life.